# Liste de dramas taïwanais à partir de 2011
Ceci est une liste incomplète  de drama taïwanais.

## De 2011 à 2014

### 2011
| Titre                             | Acteurs Notables                                | Note |
| --------------------------------- | ----------------------------------------------- | --- |
| 幸福最晴天 Sunny Happiness        | Janine Chang, Mike He                           | |
| 愛讓我們在一起 Love together      |                                                 | |
| 飛行少年 They Are Flying          |                                                 | |
| 艋舺燿輝 ————                     |                                                 | |
| 醉後決定愛上你 Love You           |                                                 | |
| 我的完美男人 Who's The One        |                                                 | |
| 新兵日記之特戰英雄 Rookies' Diary |                                                 | |
| 美樂。加油 Love Keeps Going       |                                                 | |
| 拜金女王 Material Queen           |                                                 | |
| 旋風管家 Hayate the Combat Butler |                                                 | |
| 我和我的兄弟•恩 I, My Brother     |                                                 | |
| 珍愛林北 Lin Bei                  |                                                 | |
| 陽光天使 Sunny Girl               |                                                 | |
| 歡迎愛光臨 That love comes        |                                                 | |
| 男女生了沒 Boy and Girl           |                                                 | |
| 料理情人夢 Love Recipe            |                                                 | |
| 小資女孩向前衝 Office Girls       |                                                 | |
| 勇士們 Soldier                    |                                                 | |
| 愛在桐花紛飛時 Tong Flowers Love  |                                                 | |
| 我可能…不會愛你 In Time with You  | Ariel Lin, Bolin Chen, Sunny Wang, Chen Kuangyi | Won several awards on the 47th Golden Bell Awards including Best Actress (Ariel Lin); Best Actor (Bolin Chen); and Best Television Series |
| 記得·我們有約 Remember, About Us  |                                                 | |
| 單數絕配 ————                     |                                                 | |
| 真心請按兩次鈴 Ring Ring Bell     |                                                 | |
| 真的漢子 Next Heroes              |                                                 | |
| 門當父不對 Laoba Jiadao           |                                                 | |
| 華麗的挑戰 Skip Beat!             | Choi Siwon, Lee Donghae, Ivy Chen               | |
| 愛。回來 Way Back Into Love       |                                                 | |
| 真愛找麻煩 Inborn Pair            | Annie Chen, Chris Wang                          | |
| 前男友 Ex-boyfriend               |                                                 | |

### 2012
| Titre                                | Acteurs Notables                                                           | Note     |
| ------------------------------------ | -------------------------------------------------------------------------- | -------- |
| 粉愛粉愛你 I Love You So Much        | Lan Cheng Long, Li Jia Ying, Nick Chou, Qiu Mao Di, Tom Prince             |          |
| 幸福三顆星 Happy Michelin Kitchen    | Lan Cheng Long, Cheryl Yang, Li Jin Ming, Wu Jian Fei, Ying Er, Li Zhi Nan |          |
| 溫柔的慈悲 Gentle Mercy              |                                                                            |          |
| 向前走向愛走 Love Forward            |                                                                            |          |
| 翻糖花園 Fondant Garden              | Park Jung-min, Jian Man Shu, Kingone Wang, Lia Lee                         |          |
| Cedy in love with Laurice            |                                                                            |          |
| 愛啊哎呀，我願意！ Ia Ia, I Do       | Dylan Kuo, Tammy Chen, Song Min Yu, Reyizha Alimjan, Xu Yue                |          |
| 半熟戀人 In Between                  |                                                                            |          |
| 絕對達令 Absolute Darling            | Ku Hye-sun, Jiro Wang, Penny Xie                                           |          |
| 愛上巧克力 Ti Amo Chocolate          | Vanness Wu, Joanne Tseng, Michael Zhang, Wang Zi, MC40, Guo Shu Yao        |          |
| 給愛麗絲的奇蹟 Alice In Wondercity   | Aaron Yan, Lara Veronin                                                    |          |
| 原來愛·就是甜蜜 Once Upon a Love     | Sunny Wang, Cheryl Yang                                                    |          |
| 花是愛 What Is Love                  |                                                                            |          |
| 螺絲小姐要出嫁 Miss Rose             |                                                                            |          |
| 剩女保鏢 Sweet Sweet Bodyguard       | Alien Huang, Summer Meng                                                   |          |
| 白色之戀 Die Sterntaler              |                                                                            |          |
| S.O.P女王 The Queen of SOP           | Joe Chen, Godfrey Gao                                                      |          |
| 戀夏38℃ Summer Fever                 | George Hu, Gui Gui                                                         |          |
| 神龍傳說之天龍雙驕 Dragon Legend     | Chen Ya Lan, Li Xuan Rong, Yang Huai Min                                   |          |
| 真愛趁現在 Love, Now                 | Annie Chen, George Hu                                                      |          |
| 我租了一個情人 Love Me Or Leave Me   | Chris Wang, Tiffany Hsu                                                    |          |
| 罪美麗 An Innocent Mistake           | Mo Zi Yi, Jason, Lin Chen Xi, Pan Yi Jun                                   |          |
| 課間好時光一年二班 As the Bell Rings | Fandy Fan, Ami Yang, Katie Chen, J.C.                                      | Season 2 |
| 回家 Home                            | Vic Chou, Wang Xueqi, Janine Chang                                         |          |
| 東華春理髮廳 Dong-Huachun Barbershop | Johnny Liu, Liu Yue, Figaro Ceng, Yang Yazhu                               |          |
| 愛情女僕 Lady Maid Maid              | Nicholas Teo, Reen Yu, Janel Tsai, Danny Liang, Katherine Wang             |          |
| 終極一班2 KO One Ⅱ                   | Jiro Wang, Ceng Pei-Ci                                                     |          |

### 2013
| Titre                                 | Acteurs Notables                                                  | Note |
| ------------------------------------- | ----------------------------------------------------------------- | ---- |
| 金大花的華麗冒險 King Flower          | James Wen, Nikki Xie, Chris Wu, MC40                              |      |
| 美人龍湯 Spring Love                  | Mike He, Lin Ying-zhen                                            |      |
| K歌·情人·夢 K Song Lover              | Evonne Hsu                                                        |      |
| 大紅帽與小野狼 Big Red Riding Hood    | Yao Yuan Hao, Cheryl Yang                                         |      |
| 惡男日記 Bad Boys' Diary              | Bryan Chang, Jenna Wong                                           |      |
| 借用一下你的愛 Borrow Your Love       | Dylan Kuo, Amanda Chu                                             |      |
| 美味的想念 A Hint Of You              | Michael Zhang, Gina Lee, Jay Shih                                 |      |
| 遇見幸福300天 Happy 300 Days          | Tammy Chen, Kingone Wang, Ken Xie, Cash Chuang                    |      |
| 求愛365 True Love 365                 | Joanne Zeng, Bryant Chang, Queenie Tai, Johnny Lu                 |      |
| 姐姐立正向前走 Drama Go! Go! Go!      | Ruby Lin, Jiro Wang, Lin Gengxin                                  |      |
| 兩個爸爸 Two Fathers                  | Weber Yang, Lin Yo-wei, Megan Lai                                 |      |
| 含笑食堂 Flavor of Life               | Long Shao-hua, Miao Ke-li, Lu Hsueh-feng                          |      |
| 幸福蒲公英 Happy Dandelion            | Danson Tang, Alice Tzeng, Shao Xiang, Lene Lai                    |      |
| 原來是美男 Fabulous Boys              | Jiro Wang, Cheng Yu-xi, Hwang In-deok, Evan Yo                    |      |
| 沒有名字的甜點店 Amour et Pâtisserie  | Sandrine Pinna, Liu Yi-hao, Jiekai Siou, Debbie Huang             |      |
| 我愛幸運七 Lucky Touch                | Calvin Chen, Mini Tsai, Lia Lee, Double Chao                      |      |
| 愛情急整室 Love SOS                   | Daniel Chan, Jian Man-shu, Patrick Li, Amber An                   |      |
| 真愛黑白配 Love Around                | Annie Chen, George Hu                                             |      |
| 就是要你愛上我 Just You               | Puff Guo, Aaron Yan                                               |      |
| 親愛的，我愛上別人了 A Good Wife      | Tien Hsin, Christopher Lee, Shara Lin, Darren                     |      |
| 終極一班3 KO One Re-act               | Jiro Wang, Ceng Pei-ci, SpeXial                                   |      |
| PMAM                                  | Jiekai Siou, Judy Chou                                            |      |
| 幸福選擇題 Second Life                | Penny Xie, Cyndi Wang, Jiekai Siou, Pink Yang                     |      |
| 飛越·龍門客棧 Dragon Gate             | Timimi Chen, Alice Ke, Sunny Wang, Melvin Sia                     |      |
| 我愛你愛你愛我 IUUI                   | Liu Yi-hao, Chloe Wang                                            |      |
| 女王的誕生 The Queen!                 | Suen Yiu-wai, Cheryl Yang, Janel Tsai, Johnny Lu, Nita Lei        |      |
| 金牌老爸 Golden Dad                   | Chu Chung-heng, Fang Fang, Ge Wei-ru                              |      |
| 孤戀花 White Magnolia                 | Angel Han                                                         |      |
| 愛的生存之道 The Pursuit of Happiness | Sonia Sui, Tony Yang, Cash Chuang, Aggie Xie                      |      |
| 有愛1家人 Love Family                 | Chris Wang, Serena Fang, Jack Lee, Amanda Zhou                    |      |
| 回到愛以前 Déjà Vu                    | Mandy Wei, How Yao, Jenna Wang                                    |      |
| 愛情ATM Love For All The Moments      | Ding Chun-cheng, Esther Liu, Jason Tsou, Fabien Yang, Serena Fang |      |
| 我的自由年代 In A Good Way            | Lego Lee, Kirsten Ren, Jay Shih, TzyMann Weng                     |      |
| 媽，親一下！ Kiss Me Mom!             | Alan Ko, Kimi Hsia, Danny Liang, Evan Yo, Lily Pan                |      |
| 結婚好嗎？ Marry or Not               | Tien Hsin, Jiekai Siou, Shao Xiang, Ann Wei-ling                  |      |
| 幸福街第3號出口 Three Exits To Love   | Bobby Dou, Vivi Lee, How Yao                                      |      |

### 2014
| Titre                                    | Acteurs Notables                                                                                       | Note                                                               |
| ---------------------------------------- | --- | ------------------------------------------------------------------ |
| 流氓蛋糕店 CHOCOLAT                      | Lan Cheng-long, Masami Nagasawa, Ma Ju-Lung                                                            |                                                                    |
| 神仙·老師·狗 Teacher GangStar            | Weber Yang, Angela Li, Chloe Wang                                                                      |                                                                    |
| 真愛配方 First Kiss                      | Owodog, Nick Chou, Shara Lin, Mandy Wei                                                                |                                                                    |
| 女人30情定水舞間 Fabulous 30             | Vivi Lee, Jennifer Hong, Darren, Danson Tang, Albee Huang                                              |                                                                    |
| 熱海戀歌 Once Upon a Time in Beitou      | Lee Lee-zen, Nana Lee, Yūta Hiraoka, Jo'elle Lu                                                        |                                                                    |
| A咖的路 Rock N' Road                     | Chris Wu, Kimi Hsia, Mike Lee, Nita Lei                                                                |                                                                    |
| 白袍下的高跟鞋 High Heels And A Scalpel  | Tender Huang, Megan Lai                                                                                | Mini series                                                        |
| 愛上兩個我 Fall In Love With Me          | Aaron Yan, Tia Li                                                                                      |                                                                    |
| 三隻小蟲 Three Bugs                      | Huang Shu-wei, Li Ying-hong, Ariane Wang, Hu Xiao-fang                                                 |                                                                    |
| 巷弄裡的那家書店 Lovestore at the Corner | Lee Wei, Nikki Hsieh, Alien Huang, Chloe Wang, Tracy Chou                                              |                                                                    |
| 威廉王子 Prince William                  | Hsieh Kunda, Chen Kuang-yi, Jason Tsou, Ariel Ann                                                      |                                                                    |
| 喜歡·一個人 Pleasantly Surprised         | Puff Guo, Jasper Liu, Lene Lai, Jolin Jian                                                             |                                                                    |
| 媽咪的男朋友 Tie The Knot                | Cheryl Yang, Nylon Chen, Kingone Wang, Mandy Tao, Steven Sun                                           |                                                                    |
| 你照亮我星球 You Light Up My Star        | Joe Cheng, Janine Chang, Summer Meng (en), David Chiu                                                  |                                                                    |
| 勇敢說出我愛你 Say I Love You            | Mike He, Alice Ko, Ella Wilkins, Lin Mei-hsiu, Lan Zhang                                               |                                                                    |
| 終極X宿舍 THE X-DORMITORY                | Pauline Lan, Emily Tsai, Wes (SpeXial), Wayne(SpeXial), Sunnie Huang                                   |                                                                    |
| 16個夏天 The Way We Were                 | Ruby Lin, Leroy Young, Tiffany Hsu, Melvin Sia, Jason Tsou                                             |                                                                    |
| 妹妹 Apple in Your Eye                   | Lan Cheng-lung, Amber An, Christina Mok, An He                                                         |                                                                    |
| 阿母 Our Mother                          | |                                                                    |
| 上流俗女 My Pig Lady                     | Ady An, Mike He, Shin, Zhang Xianzi, Fu Xinbo                                                          | Aired in Mainland China under the title Go, Single Lady 真愛遇到他 |
| 再說一次我願意 Say Again Yes I Do        | Lin Yo-Wei, Mandy Wei, Michael Chang, Vivi Lee                                                         |                                                                    |
| 幸福兌換券 Love Cheque Charge            | George Hu, Phoebe Yuan, KunDa Hsieh                                                                    |                                                                    |
| 22K夢想高飛 Aim High                     | Lego Lee, Chris Wang, Summer Meng, Guo Shu Yao                                                         |                                                                    |
| 俏摩女搶頭婚 Boysitter                   | Annie Chen, River Huang, Melvin Sia, Nita Lei, Yang Qing, Gao Shan Feng                                |                                                                    |
| 我的寶貝四千金 Dear Mom                  | Jennifer Hong, Joanne Tseng, Albee Huang, Beatrice Fang, Shiou Chieh Kai, Melvin Sia, Duncan, Jack Lee |                                                                    |
| 徵婚啟事 Mr. Right Wanted                | Sonia Sui, Christopher Lee, Jerry Huang, Hans Chang, Guo Shu Yao                                       |                                                                    |

## Depuis 2015
- 2016 : Happy Together (drama)
- 2016 : Love by Design
- 2016 : Better Man

## Depuis 2017
- The Perfect Match
- The Masked Lover

## Depuis 2018
- Iron Ladies
- On Children

## Depuis 2019
- Hello Again
- Green Door
- Triad Princess
- The World Between Us

## Depuis 2020
- The Ghost Bride
- The Wonder Woman
- The Victims' Game
- Falling Into You
- The Devil Punisher

## Depuis 2021
- Light the Night